# Ernest-Louis de Poméranie
Ernest-Louis de Poméranie (né le 20 novembre 1545, à Wolgast – mort le 17 juin 1592 à Wolgast, est duc de Poméranie de 1560 à 1592. De 1569 à 1592, il est duc du « Teilherzogtum » (littéralement : Part de Duché) de Poméranie-Wolgast, partageant la souveraineté sur le duché de Poméranie avec son frère aîné Jean-Frédéric, duc dans un autre Teilherzogtum Poméranie-Stettin et administrateur luthérien et prince-évêque de Cammin de 1556 à 1574.

## Biographie

### Jeunesse
Ernst-Louis est l'un des dix enfants nés du duc Philippe Ier de Poméranie-Wolgast et de son épouse Marie de Saxe. Après la mort de son père le 14 février 1560, tous ses héritiers sont placés sous la tutelle de leur grand-oncle Barnim IX de Poméranie. Avec l'un de ses frères Barnim X (XII), Ernest Louis termine ses études à l'université de Wittemberg de 1563 à 1565, ils résident dans la demeure de Martin Luther. Avec l'un de ses autres frères, Bogusław XIII, Ernest-Louis vit temporairement à la cour de Jean-Guillaume de Saxe-Weimar.

### Partages
En 1569, le vieux duc Barnim IX se retire et le duché de Poméranie est partagé entre membres masculins de la maison de Greifen le 23 mai à Jasenitz désormais incluse dans la ville polonaise de Police). Cet accord est approuvé par le Landtag de Wollin (polonais : Wolin). Ernest-Louis et son frère Bogusław XIII reçoivent la Pomérania-Wolgast, pendant que leurs autres frères, Jean-Frédéic et Barnim X (XII), reçoivent la Poméranie-Stettin et Casimir VI (IX) l'évêché de Cammin. Bogusław et Barnim renoncent immédiatement à leurs possessions et obtiennent comme compensations respectivement les domaines de
Barth et de Neuenkamp ainsi que celui de Rügenwalde, Ernest-Louis comme d'ailleurs Jean-Frédéric peut régner seul sur sa part.

### Règne
Ernest-Louis développe l'université de Greifswald, où il s'implique personnellement dans la reconstruction de la faculté de médecine. Ernest-Louis tente lui aussi sans succès comme son frère, Jean-Frédéric, d'accroitre la prééminence militaire du duché de Poméranie dans le Cercle de Haute-Saxe.
En 1574, Ernest-Louis construit une résidence à Pudagla sur les ruines de l'abbaye sécularisée d'Usedom. Deux villages dans l'actuel arrondissement de Poméranie-Occidentale-Greifswald portent son nom : près de Wolgast, il fonde Groß Ernsthof, et sur la côte de la baie de Greifswald il bâtit la résidence de Ludwigsburg en 1580, qu'il donne comme douaire à son épouse le 16 août 1586.

### Mort
Ernest-Louis meurt le 17 juillet 1592. L'université de Greifswald organise le même jour ses obsèques. Ses funérailles ont lieu le 19 juillet à Wolgast. La légende rapporte qu'en préfiguration de la mort du duc une auréole était apparue à Stettin le 23 mai et qu'elle avait été suivie d'une pluie de sulfure et de sang. Sa veuve, Sophie Hedwige, se retire d'abord à Ludwigsburg. puis elle établit sa résidence à Loitz, où ses enfants la rejoignent en 1594 abandonnant le palais de Wolgast. Elle y réside jusqu'à sa mort le 30 janvier 1631. Ernest-Louis a comme successeur son fils unique, Philippe-Julius, qui est placé sous la tutelle de son oncle Bogusław XIII.

## Union et postérité
Ernst Ludwig épouse le 20 octobre 1577 Sophie-Hedwige de Brunswick-Wolfenbüttel (1561-1631), fille du duc Jules de Brunswick-Wolfenbüttel. Sophie Hedwige survit à son époux de près de 40 ans elle meurt en 1631 à Loitz et elle est inhumée comme son mari dans l'église de Saint-Pierre de Wolgast. Ils ont trois enfants :
- Marie Hedwige (née le 19 mars 1579 - † célibataire 16 avril 1606)
- Élisabeth-Madeleine de Poméranie (né le 14 juin 1580- † 22 février 1649), qui épouse Frédéric Ier Kettler duc de Courlande et Zemgale.
- Philippe-Julius.

## Notoriété littéraire posthume
Wilhelm Meinhold (en) en 1848 son roman Sidonia von Bork présente Ernest-Louis comme le fiancé trompé de Sidonie von Borcke  exécutée pour sorcellerie en 1620. Edward Burne-Jones, qui a illustré la traduction anglaise du roman, avait ainsi choisi comme résidence de Ernst Ludwig Wolgast comme la scène de sa peinture sous-titrée  Sidonia von Bork . Theodor Fontane dans son roman  Sidonie de Borcke  reprend la même intrigue et évoque même un engagement d'Ernest-Louis envers Sidonia de Borcke.